# Neochera fumosa
Neochera fumosa är en fjärilsart som beskrevs av Rothschild 1896. Neochera fumosa ingår i släktet Neochera och familjen nattflyn. Inga underarter finns listade i Catalogue of Life.